# أم رواق
أم رواق قرية تتبع محافظة السويداء في سوريا، وهي تقع على السفح الشرقي لجبل العرب، وتشتهر ام رواق بزراعة الاشجار المثمرة وأهمها التفاح وزراعة القمح وزالشعير والحبوب بأنواعها.